# 若瑟·韋索沃夫斯基
若瑟·韦索沃夫斯基（Józef Wesołowski；1948年7月15日—2015年8月27日）是前圣座大使，梵蒂冈因他涉嫌侵犯儿童而將他软禁。
韦索沃夫斯基祖籍波兰。1972年，他在波兰被祝圣为天主教司铎，2008年1月到2013年8月期间，他一直担任聖座驻多米尼加共和国的特使。他被指控在多米尼加共和国以及波兰多次猥亵和性侵犯男童。罗马教廷在得到多米尼加共和国有人举报后于2013年8月将韦索沃夫斯基召回，并且在2014年6月根据《天主教法典》免除其圣职身份；这意味着，他不能再行使任何神职工作。据悉，这是根据《天主教法典》所实施的最严厉惩罚。